# Plaza de la Ciudadela
La plaza de la Ciudadela es un espacio público de la Ciudad de México, ubicada entre las calles de Balderas, Enrico Martínez, José María Morelos y Manuel Tolsá en el Centro Histórico de la Ciudad de México. La Ciudadela, edificio del cual la plaza tomó su nombre, fue diseñada originalmente para ser una fábrica de tabacos. El proyecto estuvo a cargo del Arquitecto José Antonio González Velázquez quien fuera en aquel entonces director de Arquitectura de la Real Academia de San Carlos.

## Historia
La construcción la llevó a cabo el ingeniero Miguel Constanzó y fue concluida en 1807. Por el carácter recio de la construcción, por la estratégica ubicación del edificio en la entrada suroeste de la ciudad y por haber servido como fábrica de armas y cuartel, se le llamó La Ciudadela y hacia su porción norte se dejó una plaza para movimientos de tropa. A principios de la década de 1980, la plaza cambió de nombre para dedicarse a José María Morelos, quien ahí estuvo preso en 1815, antes de ser fusilado.
La plaza cubría originalmente una superficie mayor, pues al edificio de La Ciudadela lo rodeaban totalmente amplias áreas ajardinadas (por haberse construido en una zona despoblada), las que se fueron reduciendo progresivamente hasta llegar a tener sus dimensiones actuales.
En 1912, a iniciativa de la Asociación del Colegio Militar, ahí se levantó un monumento dedicado a Morelos al conmemorarse el centenario del sitio de Cuautla. El monumento fue inaugurado por el entonces presidente Francisco I. Madero el 2 de mayo de ese año. El 18 de febrero de 1913 en el inicio del golpe de Estado de la Decena Trágica, Victoriano Huerta ordenó detener al vicepresidente Gustavo A. Madero y a Adolfo Bassó, hasta entonces intendente de Palacio Nacional, ordenando su traslado a La Ciudadela. Soldados golpistas por órdenes de Manuel Mondragón torturaron en la plaza a Gustavo A. Madero y dejaron su cadáver a los pies del monumento a Morelos. En ella fusilaron también a Adolfo Bassó.
En 1968 en sus inmediaciones ocurrieron los enfrentamientos del 22 y 23 de julio, mismos que detonaron el movimiento estudiantil y social de ese año. 
La Ciudadela alberga hoy en día la Biblioteca de México y el Centro de la Imagen. Desde 1996 la plaza es ocupada por personas que gustan del baile, entre ellos, el danzón. En el extremo sur de la Ciudadela se encuentra un jardín de menor tamaño llamado Parque Tolsá.

## Lugares de interés
Alrededor de la plaza se encuentran algunos edificios históricos y sitios de interés tales como:
- el Mercado de la Ciudadela, un mercado dedicado a la venta de artesanías
- el Centro de Estudios Científicos y Tecnológicos n.º 5 "Benito Juárez García" del Instituto Politécnico Nacional
- la Escuela Secundaria Técnica "Sor Juana Inés de la Cruz", edificio que data de 1899